# Цвингер

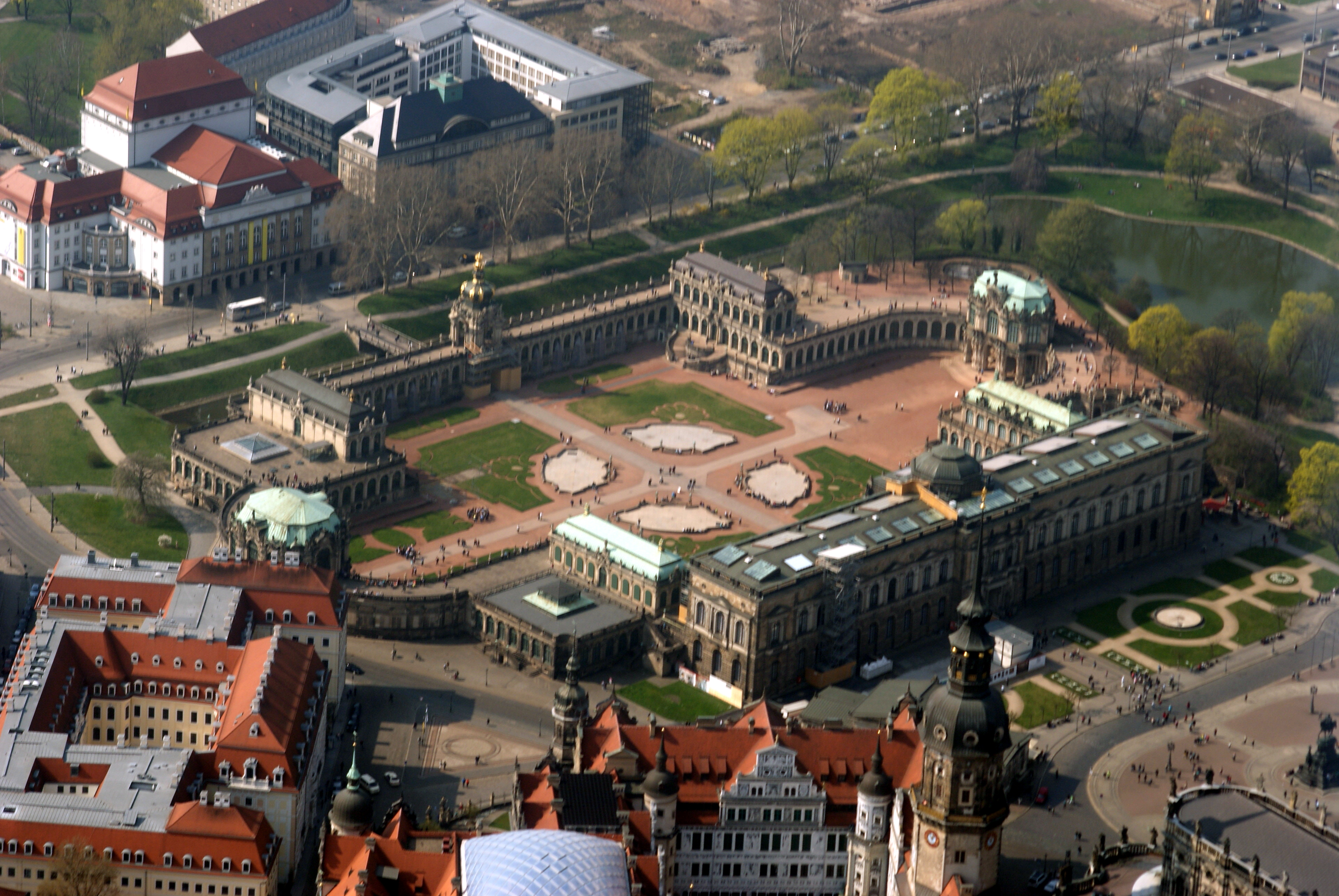
Цвингер с высоты птичьего полета

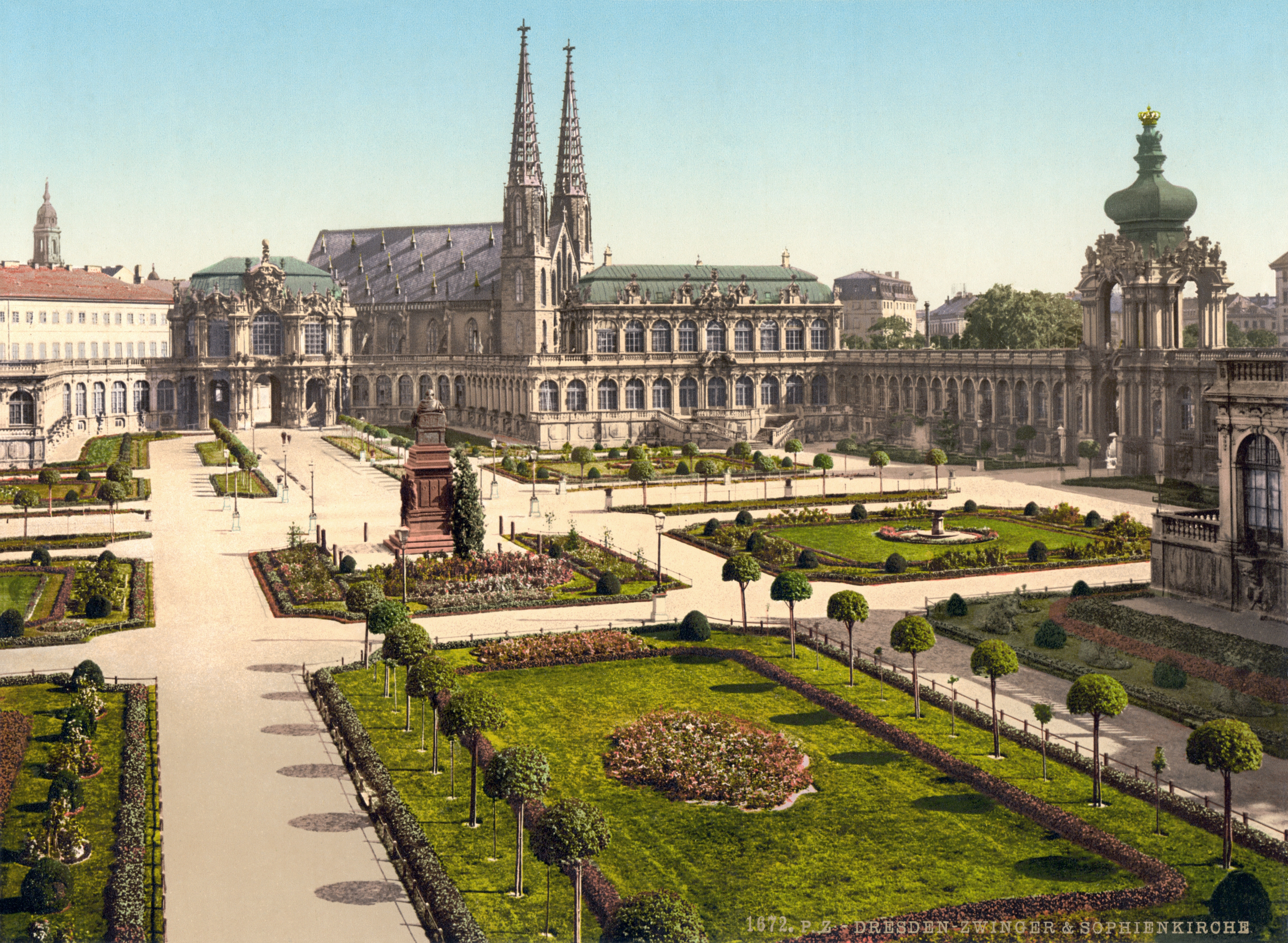
Цвингер на открытке 1895 года.

Цвингер (нем. Zwinger — «ловушка, клетка», от нем. Zwinge — тиски) — архитектурный комплекс дворцовых зданий в Дрездене, столице Саксонии. Построен  в стиле южногерманского барокко. Расположен в северо-западной части «Внутреннего старого города» (нем.  Innere Altstadt). Цвингер — средневековый фортификационный термин, означающий пространство между бастионами, сходящимися под острым углом. Иной вариант: узкое пространство между внешней и внутренней крепостными стенами типа древнегреческих дипилонских ворот. Попадая в такое пространство, враг оказывался зажатым в ловушке под перекрёстным огнём бастионов.
В настоящее время здания Цвингера занимают музеи, среди которых: Физико-математический салон, Собрание фарфора, скульптурное собрание и Дрезденская картинная галерея, официальное название: Галерея старых мастеров (нем. Gemäldegalerie Alte Meister).

## История
В 1709 году курфюрст саксонский и король Польский Август II Сильный (Фридрих Август I Саксонский) решил превратить старую крепость Дрездена в роскошный дворец с парком, фонтанами и оранжереями. До этого рядом уже существовал королевский сад (Zwingergarten), а деревянная оранжерея для выращивания цитрусовых была встроена между крепостными стенами.  Архитектор Маттеус Даниель Пёппельман предложил проект, предполагающий перестройку крепостных стен в замкнутое каре: двухэтажную галерею с аркадами первого этажа, угловыми павильонами и прогулочной террасой с балюстрадой, вазонами и статуями верхнего яруса. Внутри возникала большая сценическая площадка под открытым небом, а с верхних террас зрители могли наблюдать за происходящим. Строительные работы начались в 1715 году.
Перестроенный Цвингер стал излюбленной декорацией для проведения придворных праздников, фейерверков и театральных представлений (курфюрст Август особенно ценил итальянский театр и оперу). В 1729 году Пёппельман выпустил серию из 22 гравюр по меди, посвящённых празднествам Цвингера. Виды Цвингера в XVIII веке запечатлел в живописных ведутах, работавший в 1747—1752 годах в Дрездене венецианский живописец Бернардо Беллотто. Эти картины экспонируются в залах первого этажа Галереи старых мастеров с окнами, открывающимися на сады Цвингера.
Северо-восточная часть Цвингера долгое время оставалась недостроенной (была закрыта временной стеной), так как планировалось создание парадного фасада, обращённого к набережной Эльбы. Последующий проект предусматривал создание семи просторных дворов, из которых сам Цвингер был бы только первым. Таким образом предполагалось создать самую роскошную резиденцию в Центральной Европе. Предположительно, к 1726 году на строительство Цвингера была затрачена огромная по тем временам сумма в 900 000 талеров.
Цвингер был официально открыт в 1719 году по случаю свадьбы принца Фридриха Августа II с дочерью императора Габсбургов, эрцгерцогиней  Марией Йозефой Австрийской. К этому времени основные здания были возведены, но отделку интерьеров завершили только в 1728 году. Но курфюрст Август III скончался в 1763 году и многие идеи остались неосуществлёнными. Разразившаяся в 1756 году Семилетняя война и потеря Веттинами контроля над Польшей положили конец гегемонии Флоренции-на-Эльбе, как тогда называли Дрезден.
Только спустя столетие городским советом было принято решение о строительстве здания музея для размещения коллекций Августов. Директор Дрезденской государственной строительной школы, архитектор Готфрид Земпер предложил проект здания в стиле неоренессанса, замыкающий собой пространство Цвингера. В 1847 году началось строительство здания,  в 1855 году состоялось  открытие музея. 
Цвингер неоднократно страдал от военных действий. Первые серьёзные разрушения были нанесены прусской армией в ходе Семилетней войны. В 1849 году почти вся восточная часть Цвингера сгорела во время революционных боёв в Дрездене. К 1857 году часть строений была восстановлена, полная реставрация была закончена в 1936 году.
Во время Второй мировой войны 13—14 февраля 1945 года англо-американская авиация бомбила центр Дрездена, сильно пострадал и Цвингер. Однако собрание произведений искусства до этого было эвакуировано. Восстановление Цвингера началось уже в 1945 году при поддержке советской военной администрации. Часть музейных залов была открыта для публики в 1951 году. Полная реставрация длилась до 1964 года.
В апреле 2024 года были завершены раскопки, которые велись на территории Цвингера в течение трёх лет. Археологами были обнаружены остатки двух конюшен, садового грота, дворцового сада XVII века и  фрагменты городских укреплений XV—XVI веков. Основной целью проекта был поиск ранних следов барочного сада, разбитого в период правления Августа Сильного.

## Архитектура и скульптура Цвингера
Ансамбль Цвингера — характерный памятник немецкого барокко, или «саксонского стиля». Архитектор Маттеус Даниель Пёппельман  в 1710 —1714 годах путешествовал по Австрии и Италии: был в Вене, Праге, Риме и Неаполе, а в 1715 году — во Франции и Нидерландах. Его главный помощник, скульптор Бальтазар Пермозер в 1663—1675 годах учился и работал в Зальцбурге и Вене, а затем в течение четырнадцати лет, в 1675—1689 годах — в Италии, во Флоренции и Риме.
Основная особенность южно-немецкого, или саксонского, барокко — необычайная пышность и насыщенность декором архитектурных сооружений. Около ста тридцати больших статуй из песчаника, изваянных Пермозером с помощниками, украшают постройки Цвингера. Скульптура и рельефы, балюстры и вазоны, гирлянды и картуши плотно покрывают стены зданий, будто гроздьями свисают с карнизов и капителей. Большие арки и окна с мелкой расстекловкой усиливают атектоничность архитектуры. Под руководством Пермозера работали скульпторы Иоганн Бенжамин Тома, Пауль Херманн, Иоганн Кристиан Кирхнер, Иоганн Маттеус Обершаль и Иоганн Иоахим Кречмар из Циттау.
Прямоугольный в плане двор Цвингера (204 на 116 метров) разделён на четыре симметричных сектора с цветниками, водоёмами и фонтанами. Каре галерей с двух сторон замыкают симметричные павильоны: «Павильон на валу» (нем. Rampart Pavilion) и «Колокольный» (нем. Glockenspiel Pavilion). Оба павильона, овальные в плане, с аркадой первого этажа, большими окнами второго и высокими кровлями, настолько плотно покрыты скульптурным декором, что создают атектоничный, почти органогенный, образ. «Колокольный павильон» знаменит своим карийоном — часами и фарфоровыми колокольчиками производства  Майсенской фарфоровой мануфактуры, любимого детища саксонского курфюрста. Южные ворота (к ним ведёт деревянный мост, ранее подъёмный, через воссозданный крепостной ров) украшены Воротной, или «Коронной», башней (нем.  Kronentor) с причудливой формы барочным куполом, увенчанным вызолоченной короной.
Шедевром саксонского барокко является маленький квадратный дворик в северо-западной, угловой части: «Купальня нимф» (нем. Nymphenbad).  Рустованные колонны, напоминающие итальянский «сельский стиль», водный каскад, изогнутые лестницы, статуи на балюстрадах, раковины, причудливые маскароны морских чудищ — всё это создаёт ощущение какого-то фантастического царства. Статуи морских нимф работы Пермозера отличаются не только барочной пышностью, но и  маньеристичной, чувственной грацией на грани манерности. Пышность Цвингера превосходит обычные свойства немецкого барокко. Это особенное соединение многих итальянских, французских и фламандских образцов.
Такой стиль мог возникнуть только в цветущем и праздничном Дрездене XVIII века, находящемся в центре Европы и испытывавшем обоюдные итальянские и французские влияния. По определению немецкого историка искусства К. Гурлитта стиль саксонского барокко в архитектуре представляет собой «символ освобождения от ордера, рождённый эпохой, воспитанной на ордерах… Почти экзотическая странность и воспоминания о блеске Римского форума, своевольность фантазии и математическая жёсткость структуры, объединённые порывом к невозможному, превосходящему силы искусства, родственные готике, составляют ядро замысла».   

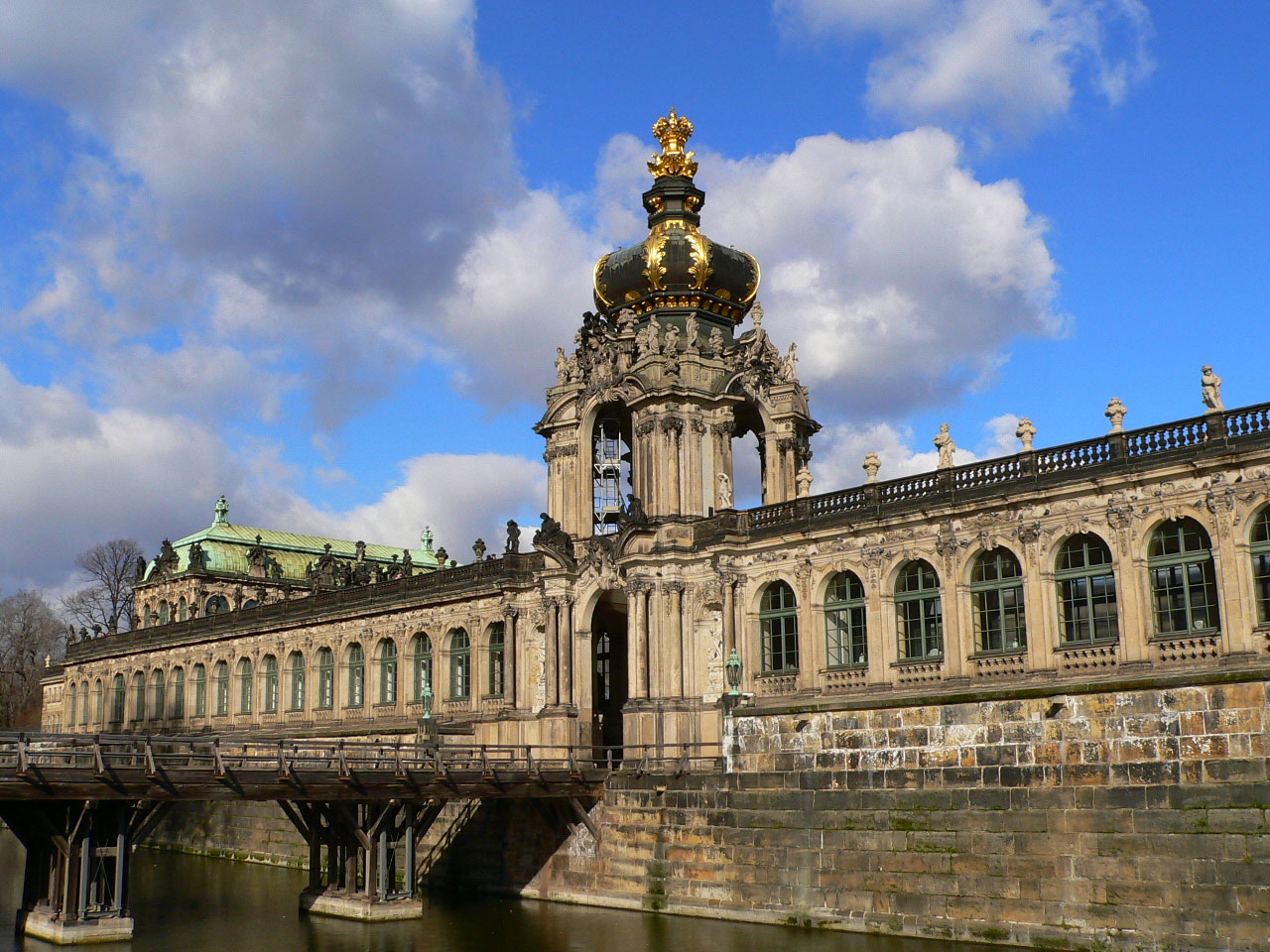
Цвингер. Коронные ворота
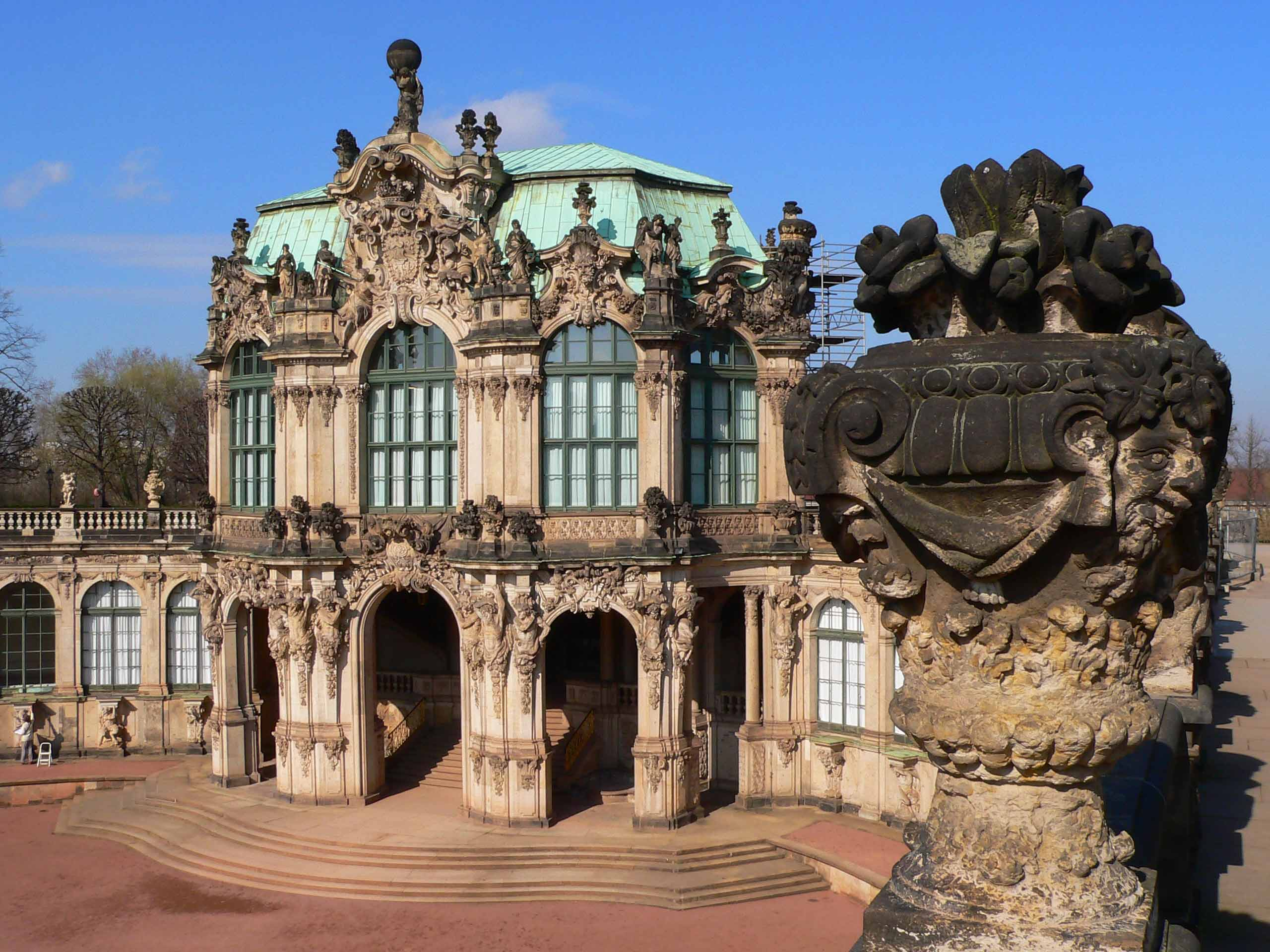
Павильон на валу
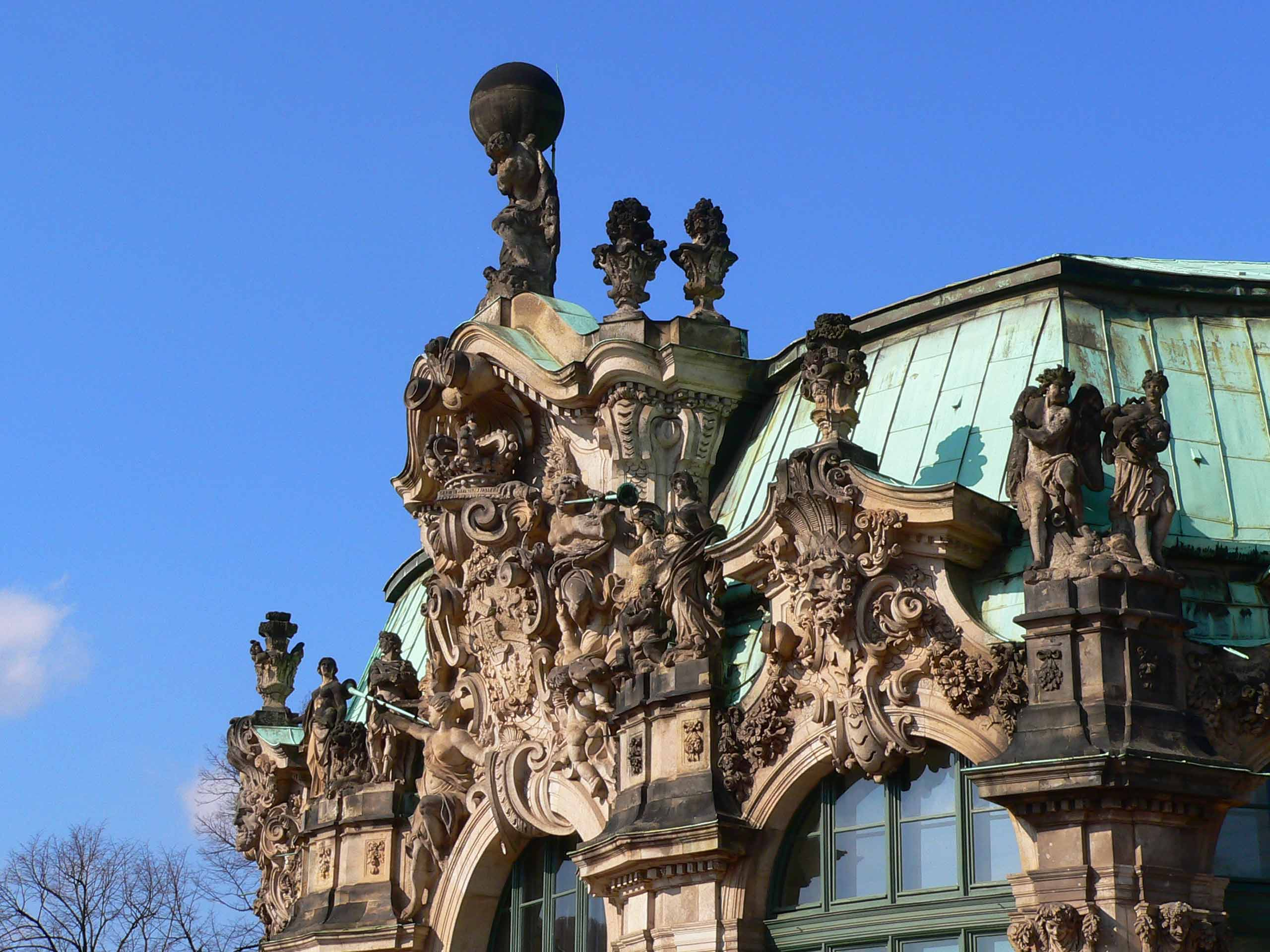
Скульптурная группа верхней части Павильона на валу
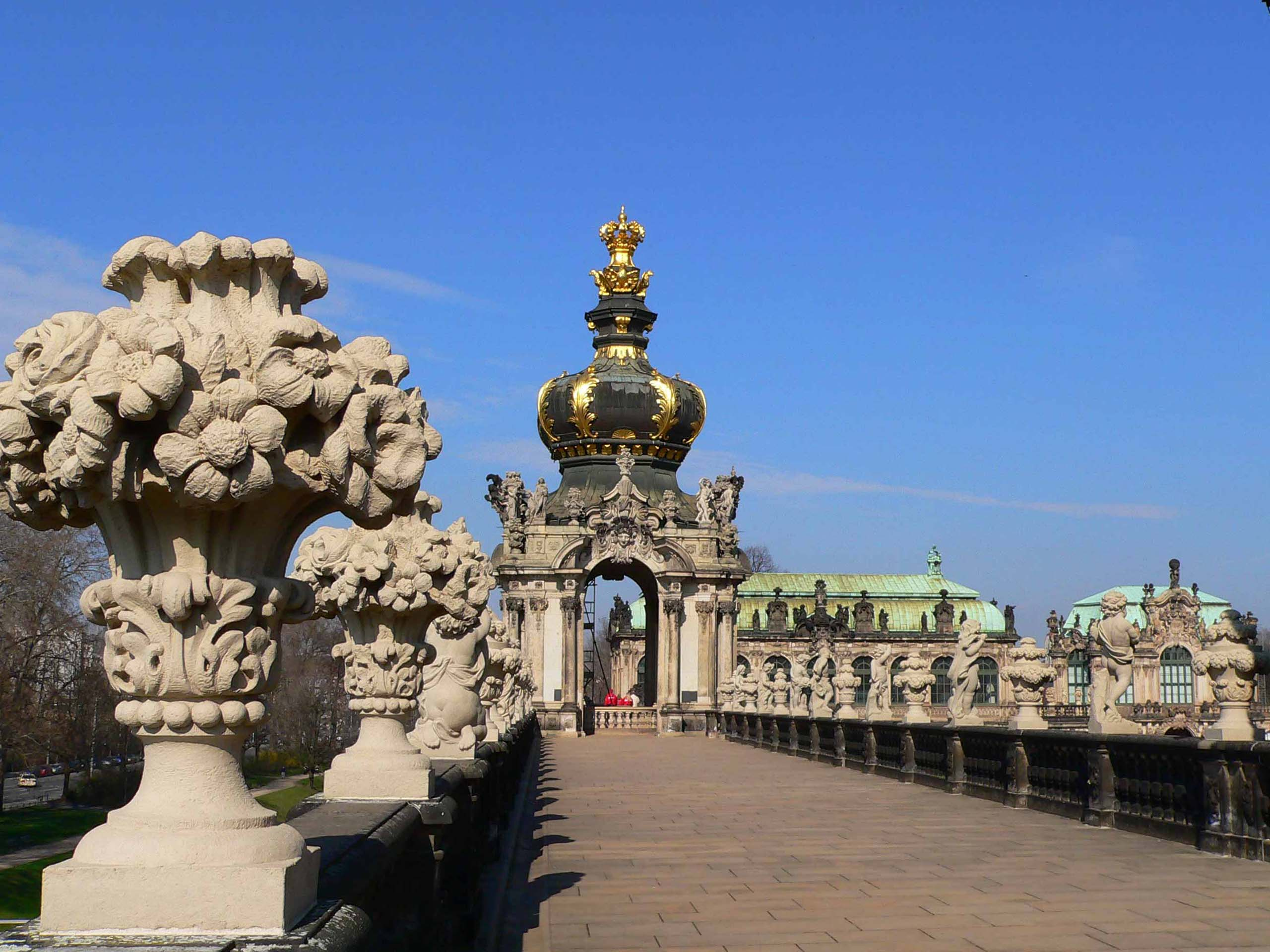
Вид на Коронные ворота с верхней галереи
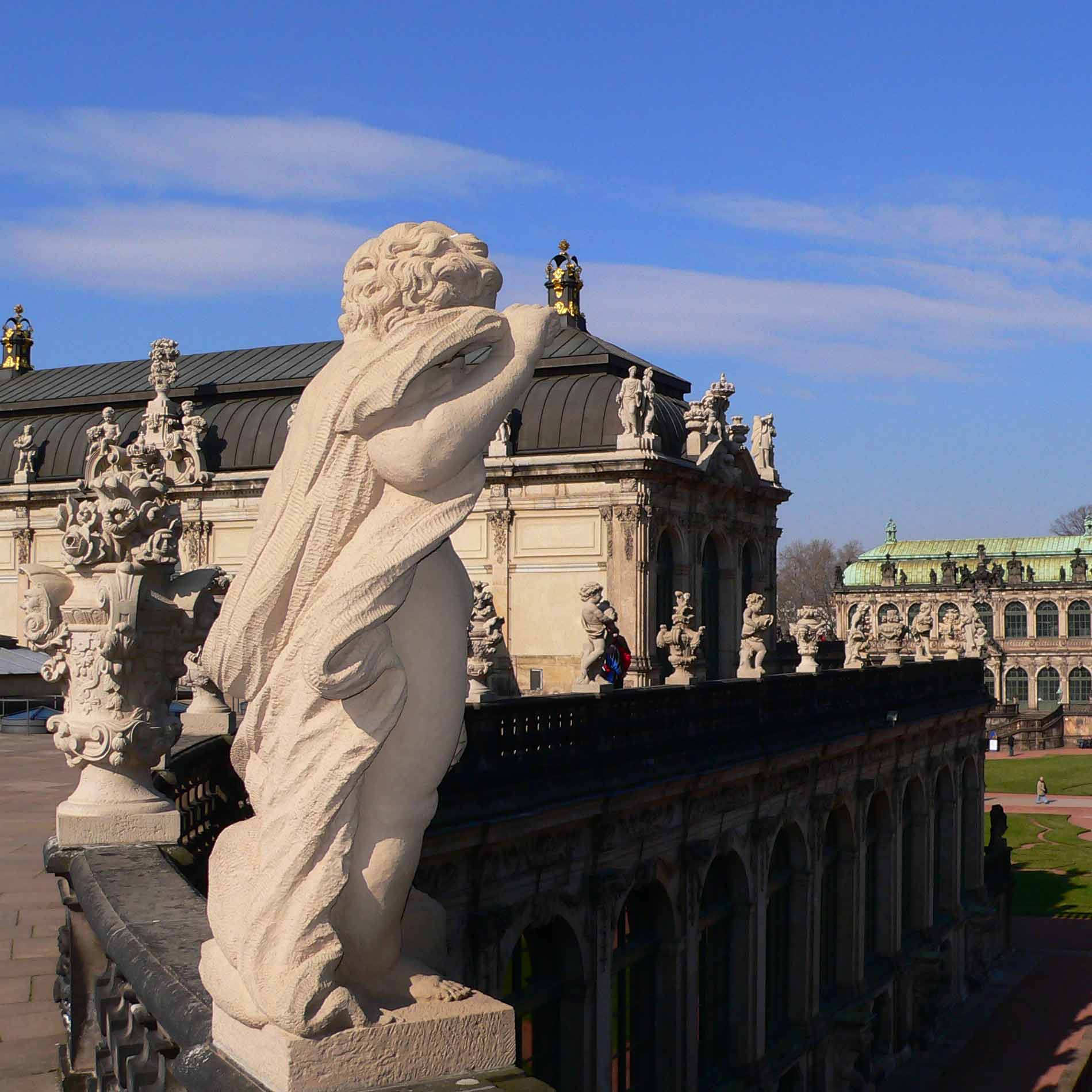
Скульптура на балюстраде
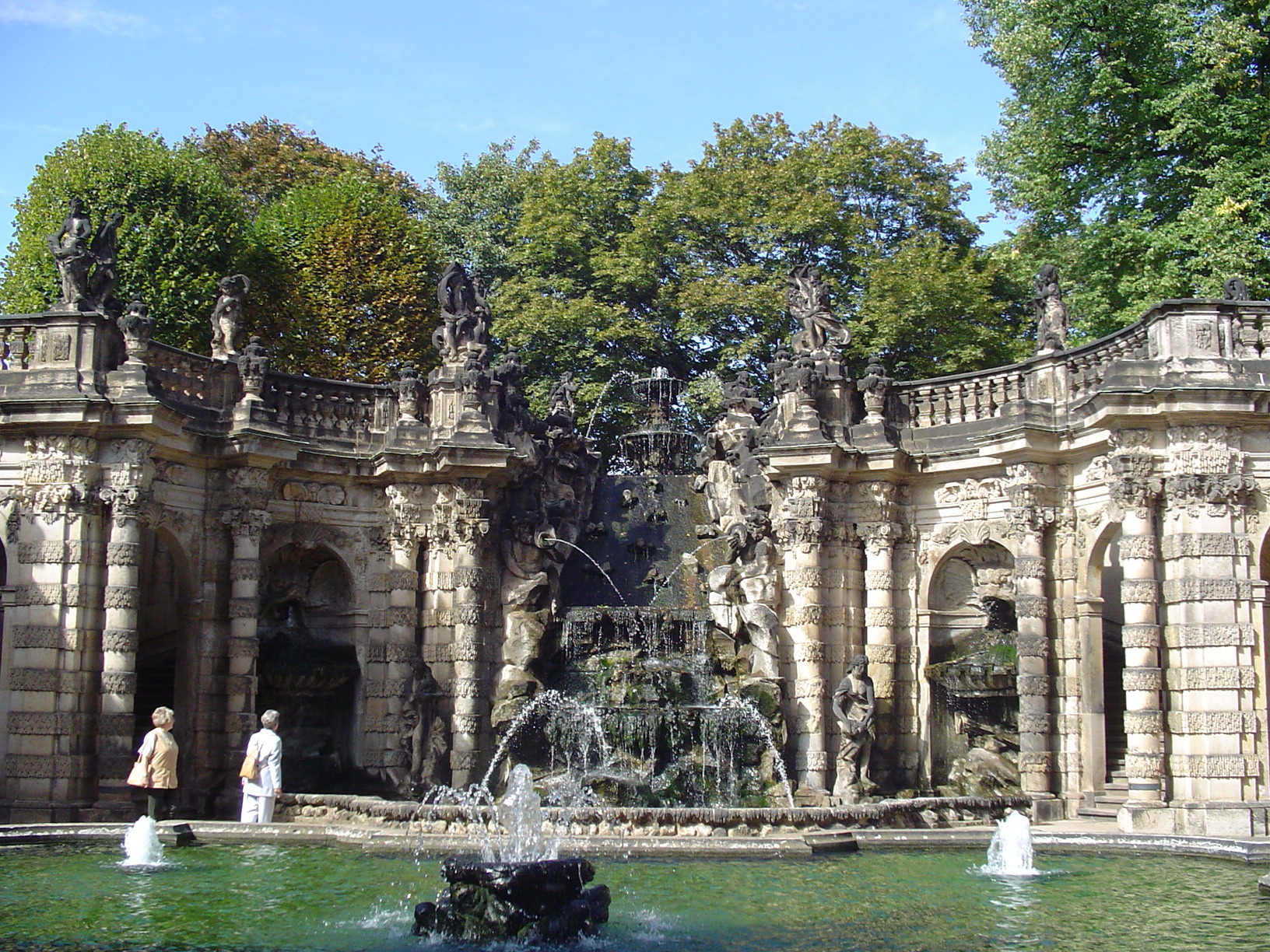
«Купальня нимф»